# Elfyn Evans
Elfyn Evans (Dolgellau, Wales, 28. prosinca 1988.) britanski je reli vozač koji se natječe u Svjetskom prvenstvu u reliju. Tri puta završio je kao 2. na kraju sezone (2020., 2021. i 2023.) Pobjednik je Relija Hrvatska 2023. godine. Juniorski je svjetski iz prvak 2012. Sin je reli vozača Gwyndafa Evansa.
Evans je prvi put sudjelovao na Svjetskom prvenstvu 2007. godine, natječući se na Reliju Wales, gdje je završio na 42. mjestu. Tijekom svojih početaka natjecao se na različitim relijima te regionalnim i nacionalnim prvenstvima kako u Ujedinjenom Kraljevstvu tako i u Australiji, povremeno se natječući i na nekim drugim svjetskim prvenstvima.

## Počeci
Juniorski je svjetski iz prvak 2012. godine. Godine 2013., iznenada se natjecao se na Reliju Italija s Ford Fiestom RS WRC u najvišoj kategoriji Qatar M-Sport WRT, zamijenivši Nassera Al-Attiyaha, završivši taj reli na 6. mjestu.

## M-Sport tim
Od sezone 2014. Evans se pridružuje M-Sport timu kako bi se u cijelosti natjecao u najvišoj kategoriji Svjetskog prvenstva. Godine 2015. osvojio je svoje prvo postolje osvojivši 3. mjesto na argentinskom reliju, dok je 2017. ostvario svoju prvu pobjedu pobjedom na reliju u Walesu. Sezone 2017. i 2019. završio je na ukupno 5. mjestu u Svjetskom prvenstvu.

## Toyota (2020. - danas)
Godine 2020. potpisuje za reli momčad Toyota Gazoo Racing WRT. Te prve sezone, s Toyotom Yaris WRC, ostvario je dvije pobjede i završio Svjetsko prvenstvo na ukupno 2. mjestu, a nadmašio ga je samo francuski vozač Sébastien Ogier. U sezoni 2021. ponovno će biti svjetski viceprvak, ponovno ga je nadmašio Ogier, dodajući, dvije nove pobjede u Portugalu i Finskoj.
U 2022. godini, u prilično neredovitoj sezoni za Evansa, završio je 4.  u Svjetskom prvenstvu, bez ostvarenih pobjeda, unatoč tome što je završio na 2. mjestu u četiri utrke u kalendaru.
U sezoni 2023. po treći je put osvojio mjesto svjetskog viceprvaka, ovaj put ga je nadmašio samo njegov timski kolega Kalle Rovanperä, osvojivši tri natjecanja tijekom sezone uključujući Reli Hrvatska.